# Михайлівська церква (Велика Березянка)

Михайлівська церква

Великоберезянська Михайлівська церква — православна церква в селі Велика Березянка Київської області. Її збудовано 1766 року, знищено в 1952 році.
Церква дерев'яна, хрещата, п'ятизрубна та п'ятиверха. Упродовж першої половини XIX століття до неї були зроблені прибудови, зокрема прямокутні в плані високі притвори з ґанками, фланкованими спареними колонками. Церква мала всі характерні особливості, властиві дерев'яним храмам Південної Київщини XVIII століття: дуже високі зруби стін і верхи; всі зруби восьмигранні (точніше, зруби в плані є квадратами зі зрізаними кутами), причому середній значно вищий і ширший від бічних; центральний верх тризаломний, бічні — двозаломні. Стіни були ошальовані дошками вертикально з нащільниками. Характер побудови архітектурної форми, зокрема форми й пропорції зрубів стін та верхів, підкреслює динамізм і вертикальну спрямованість центрично-пірамідальної композиції.

## Церква на межі XIX-ХХ століть
За даними 1882 року, Михайлівська, дерев'яна, 4 класу, парафіян 2533 осіб. Діяла церковно-парафіяльна школа, де навчалося 26 учнів. Настоятелем був священик П. І. Рубановський.
1913 року парафія церкви складалася із 3206 парафіян. У парафіяї було 2 навчальних заклади — церковно-парафіяльна 2-класна школа та земська школа. Причт складаався зі священика, псаломника та просфірниці.
Священником із 1901 року був Петро Ілліч Завадський (1862 — ?), псаломником з 1908 року Лука Іванович Єлинецький (1871 — ?), просфірницею Варвара Романова (1850 — ?).
Михайлівська церква (с. Велика Березнянка) — церква, збудована 1766 у с. Велика Березнянка (нині — Таращанський район, Київська область, Україна). Знищена російсько-більшовицькими окупантами у 1930-х.

## Опис
Хрещата, п’ятизрубна, п’ятиверха дерев'яна церква зведена 1766. Протягом першої половини XIX століття до неї були зроблені прибудови, зокрема прямокутні в плані високі притвори з ґанками, фланкованими спареними колонками. 
Церква мала всі характерні особливості, властиві дерев'яним храмам Південної Київщини XVIII століття: дуже високі зруби стін і верхи; всі зруби восьмигранні (точніше, зруби в плані є і квадратами зі зрізаними кутами), причому передній значно вищий і ширший від бічних; центральний верх тризаломний, бічні — двозаломні. 
Стіни були ошальовані дошками вертикально з нащільниками. Характер побудови архітектурної форми, зокрема форми й пропорції зрубів стін та верхів, підкреслює динамізм і вертикальну спрямованість центрично-пірамідальної композиції.
Церква знищена на початку 1930-х більшовиками.